# Wyspa Siemionowska

Mapa archipelagu, w którym leżała wyspa

Wyspa Siemionowska (ros. Семёновский остров) – rosyjska wyspa w grupie Wysp Lachowskich archipelagu Wysp Nowosyberyjskich.
Przed swoim zniszczeniem w 1952 roku miała powierzchnię ok. 0,2 km², zaliczając się do najmniejszych w archipelagu. Wyspa posiadała klifowe wybrzeże o wysokości 24 metrów.
Została odkryta i opisana w 1770 roku przez Iwana Lachowa, kupca z Jakucka, który poszukiwał kłów mamutów do handlu.
Od odkrycia powierzchnia wyspy zmniejszała się, w 1823 roku wynosiła 4,6 km², w 1912 – 0,9 km², w 1936 – 0,5 km² i 0,2 km² w 1945 roku. W 1952 roku, na skutek erozji zamieniła się w łachę piasku, niewiele wystającą ponad wodę. W latach 60. XX wieku po wyspie nie było już śladów.